# A Little Too Not Over You
"A Little Too Not Over You" là đĩa đơn chính thức thứ hai của á quân American Idol mùa thứ 7 David Archuleta. Ca khúc này chính thức được phát hành trên sóng radio Mỹ vào ngày 6 tháng 1 năm 2009 mặc dù đã được ghi âm và quay video từ năm 2008. Ca khúc đã bán được 247.000 bản tính đến tháng 3 năm 2010.

## Video
Video của ca khúc "A Little Too Not Over You" được Scott Speer đạo diễn. Video được quay vào tháng 11 năm 2008 và công chiếu lần đầu tiên trên Yahoo! Music vào ngày 15 tháng 12 năm 2008. Sau đó, đến ngày 23 tháng 12 năm 2008, ca khúc chính thức được phát hành trên iTunes.
Trong video, David Archuleta xem lại một chuỗi những hình ảnh đan xen với các kỉ niệm với người bạn gái cũ. Những hình ảnh và kỉ niệm đó phản ánh mối quan hệ từng vô cùng thân thiết nhưng bây giờ đã chấm dứt với những hoài niệm. Khung cảnh của video là một căn phòng rộng với ánh sáng tờ mờ, bên ngoài là cơn mưa rào trong đêm đen. Kết thúc video là cảnh chiếc máy ảnh hiện dòng chữ "Delete All Pictures?" với hai lựa chọn "Yes" và "No".

## Xếp hạng
| Bảng xếp hạng (2008)                          | Vị trí cao nhất |
| --------------------------------------------- | --------------- |
| U.S. Billboard Bubbling Under Hot 100 Singles | 14              |
| U.S. Billboard Pop 100                        | 93              |
| U.S. Billboard Pop 100 Airplay                | 73              |